# Louis Vendosme
Louis Vendosme était un libraire français du XVIIe siècle, qui a contribué à la création du journal les Nouvelles ordinaires de divers endroits en 1631.

## Histoire
Louis Vendosme était le fils de Jacques Vendosme et de Marguerite Castaing, protestants et le beau-père de l'imprimeur-libraire René Rousseau. Reçu apprenti le 15 décembre 1611 et maître-imprimeur le 1er juillet 1627, il a commencé sa carrière de libraire et s'est établi "dans la Cour du Palais, place du Change".
Avec un autre libraire protestant, Jean Martin, il approvisionnait en nouvelles venues d'Allemagne et des Provinces-Unies le journal les Nouvelles ordinaires de divers endroits fondé en 1631 par Jean Epstein (éditeur), à l'époque de la Guerre de Trente Ans et du Siècle d'or néerlandais.
Avec quelques libraires de Paris, ils tentent de lutter contre le monopole de Théophraste Renaudot, qui, selon eux, ne concernait que le bureau d'adresses mais ne parviennent pas à faire saisir La Gazette. L'un de ses fils, suspecté d'avoir travaillé pour Antoine Arnauld, sera incarcéré à la Bastille en 1657.